# 郑富芝
郑富芝（1961年11月—），男，汉族，山西应县人，中华人民共和国政治人物，曾任教育部党组成员、副部长，总督学。

## 生平
1979年至1983年，在山西财经学院计划统计专业学习。1993年9月，任国家教委计划建设司统计处处长。1997年8月，任国家教委计划建设司司长助理兼办公室主任。1998年8月，任教育部发展规划司副司长。2001年8月，任教育部财务司副司长。2004年7月，任教育部教育督导团办公室主任，国家督学。2008年8月，任教育部基础教育二司司长。 
2017年5月15日，任教育部部长助理、党组成员，兼任新成立的国家教材委员会办公室主任（教育部教材局局长）。2019年1月16日，任教育部副部长、总督学。
2022年11月29日，不再担任教育部副部长、总督学职务。2023年1月，当选第十四届全国政协委员。